# Back Roads (film 1981)
Back Roads è un film del 1981 diretto da Martin Ritt.